# Memòria històrica

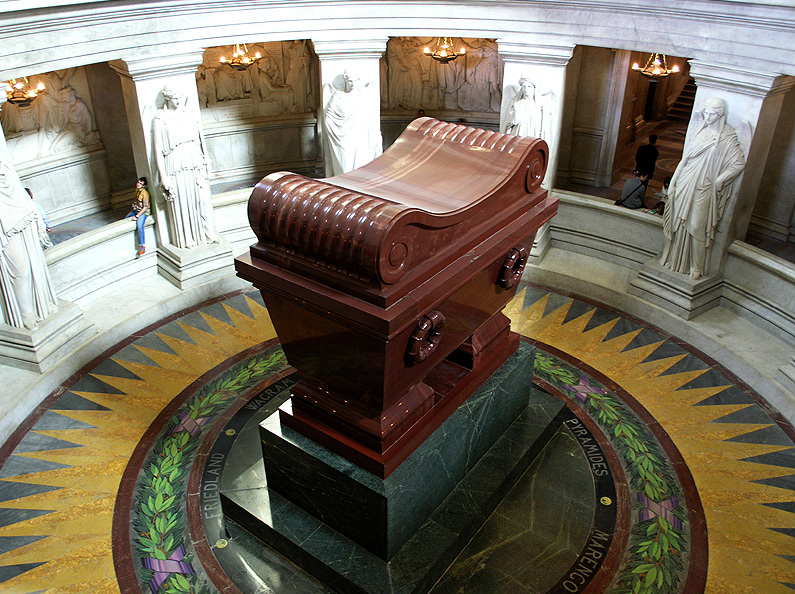
Tomba de Napoleó, a els Invàlids, París.

Memòria històrica és un concepte ideològic i historiogràfic de desenvolupament relativament recent, que pot atribuir-se en la seva formulació més comuna a Pierre Nora, i que ve a designar l'esforç conscient dels grups humans per trobar amb el seu passat, sigui real o imaginat, valorant-ho i tractant-lo amb especial respecte. Es comprèn com un esforç actual per part de la societat i de les institucions d'un país per recuperar part de la seva història passada.
Conceptes confluents són el de memòria col·lectiva, el de política de la memòria (politics of memory) o política de la història (Geschichtspolitik). Les formulacions i definicions poden ser molt diferents, com la plantejada per Maurice Halbwachs en la seva obra pòstuma La memòria col·lectiva, on la defineix com la memòria d'esdeveniments no viscuts directament, sinó transmesos per altres mitjans, un registre intermedi entre la memòria viva i les esquematizaciones de la disciplina històrica.
La UNESCO té el seu propi programa de Memòria Històrica, anomenat Memòria del Món.
L'aplicació del concepte suscita notables discrepàncies, especialment en implicar la fixació de fets i processos històrics, d'interpretació no unívoca, en algun tipus de "relat", alternatiu a uns altres, que en casos extrems pot convertir-se en una "veritat oficial" (la negació de la qual pot fins i tot ser perseguida legalment) o en una veritat "políticament correcta" o "pensament únic" (imposats informalment).

## Institucions i escenaris de la memòria

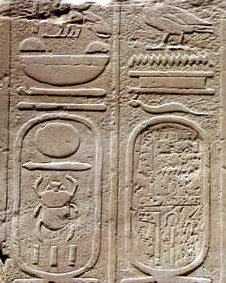
Cartutx d'Amenhotep II posteriorment esborrat per impedir la preservació de la memòria del seu nom, i amb aquesta privar-li de la seva immortalitat.

La història mateixa pot definir-se com la ciència de la memòria (existeix un clàssic de la història xinesa titulat Memòries històriques, de Sima Qian, entorn de l'any 100 a.;C.), i les institucions encarregades d'elaborar-la, estudiar-la, conservar-la i perpetuar-la serien les institucions de la memòria: el propi ofici de l'historiador, les acadèmies, els Departaments i Facultats de la Universitat, els Arxius i Biblioteca, i el seu suport fonamental, que són els escrits (llibres, i tota mena de fonts documentals). El ús polític de la història ha estat una constant des que aquesta existeix (incorrent en manipulacions dels fets, com en la famosa narració de la batalla de Qadesh, o en la inscripció obsessiva del nom —Ren— per obtenir la immortalitat així com el seu esborrat per ser substituït pel de l'enemic supervivent, tot això en l'antic Egipte). Els romans fins i tot incloïen en les condemnes judicials la trucada Damnatio memoriae, que buscava destruir qualsevol classe de vestigi o record de l'enemic de l'Estat, incloent la prohibició de citar el seu nom.
Són essencials en la memòria històrica els actes commemoratius, dates simbòliques (batalles, lleis, naixements o morts) els aniversaris de les quals se celebren, especialment els centenaris o nombres rodons. Un paper molt important ho compleixen els espais simbòlics (per exemple, als Estats Units el lloc de la batalla de Gettysburg -vegeu Lloc Nacional d'Interès Històric, uns 2500, però que només són el 4% de tots els que figuren en el Registre Nacional de Llocs Històrics-, a França el de la batalla de Verdun o el del desembarcament de Normandia, a Bèlgica el de la batalla de Waterloo) que en algunes ocasions són escenari de reconstruccions, que en molts altres llocs són popularitzades com a fires medievals (vegeu medievalisme) o espectacles de mil tipus, incloent el modern concepte de parc temàtic. La fidelitat o l'anacronisme no és el més important per a l'eficàcia de la memòria — Eric Hobsbawm ha analitzat els mecanismes mitjançant els quals s'inventen tradicions i Jon Juaristi demostra com els mites d'origen són manipulats des d'un punt de vista nacionalista.

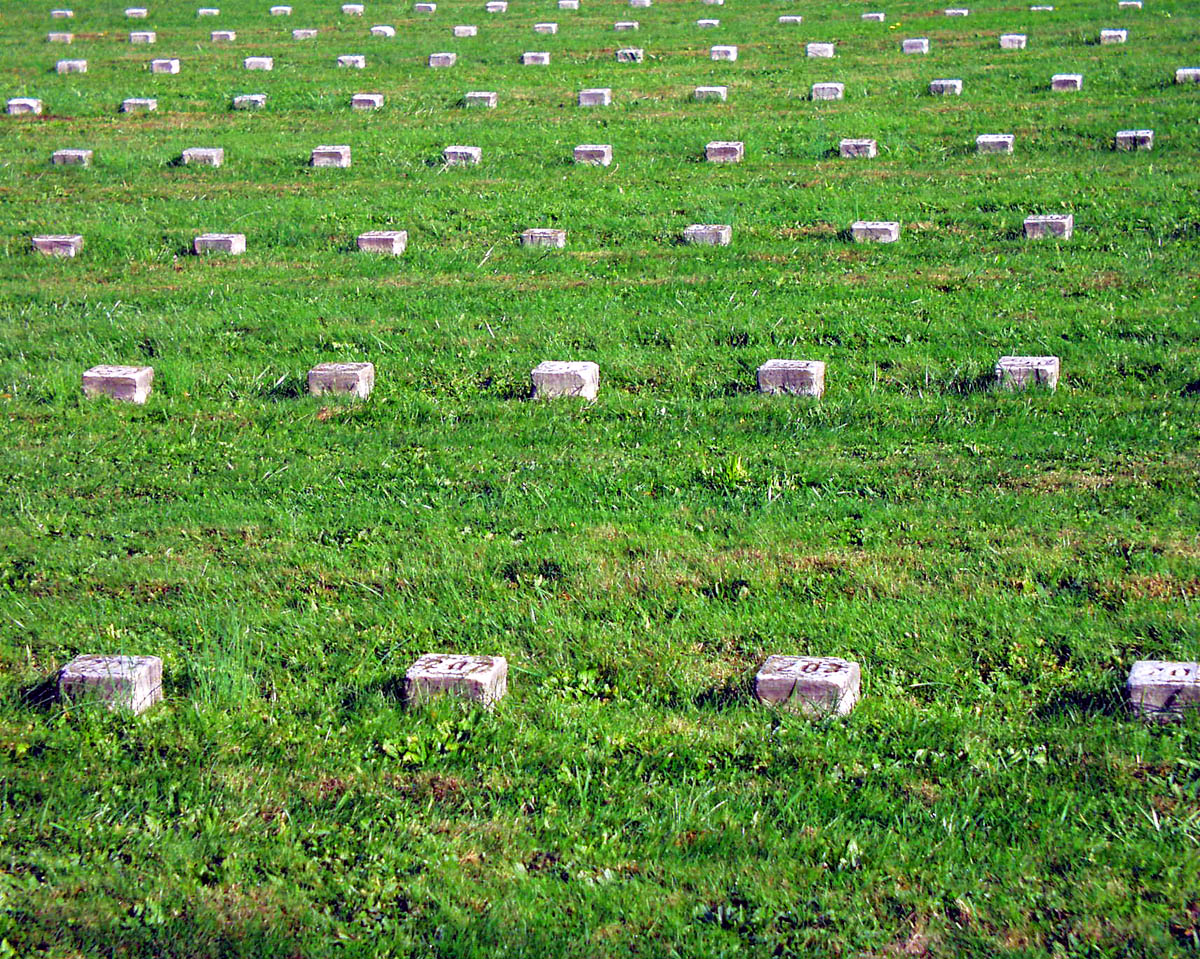
Cementiri de Gettysburg.

També són decisius els elements del que àmpliament es pot cridar la cultura material la funció de la qual és commemorativa: monuments, elements del paisatge urbà que es nomenen per recordar fets i personatges històrics (carrers, places, parcs, escoles...), especialment els lligats al culte religiós o civil (esglésies, edificis públics com palaus, castells, ajuntaments, parlaments) i els espais funeraris, començant pels cementiris i incloent els llocs d'enterrament no convencional.

## Invisibilització cultural i reconstrucció de la memòria
En les últimes dècades han adquirit importància els moviments de reconstrucció de la memòria històrica de grups socials afectats pels processos d'invisibilització com les dones, els afroamericans, els indígenes, les cultures colonitzades, els treballadors, els perseguits polítics, etc.
La reconstrucció de la memòria afectada pels processos de invisibilització no constitueix un mer esforç de recerca, sinó que també i fonamentalment requereix un activisme social orientat a desmitificar estereotips i veritats donades, profundament arrelades en la cultura dominant. Les elits racionalitzen i revisen aquesta memòria a la llum de la seva ideologia i els seus interessos. Però hi ha una diferència entre la memòria oficial, que és elaborada i imposada des de l'Estat o els organismes públics per glorificar, mitificar i ocultar esdeveniments i mantenir la identitat nacional, i la memòria pública que es caracteritza com la voluntat o el desig per part d'algun grup social o la propensió del poder a seleccionar i organitzar representacions del passat de manera que puguin ser assumides pels individus com a pròpies
En moltes parts del món han sorgit fòrums per la memòria com a espais, no només de recerca sinó també polítics i culturals, amb la finalitat de servir de plataforma per a la construcció d'identitats socials.

## Memòria històrica a Argentina
A l'Argentina, després de la dictadura militar autodenominada com a Procés de Reorganització Nacional (1976-1983), el concepte de «memòria» va adquirir un important valor cultural i polític de la mà de les lluites de la població i, en particular, de les organitzacions de drets humans.
La política sistemàtica de desaparicions, repressió clandestina i supressió de la identitat de fills d'opositors, va portar al fet que la democràcia impulsés una activa política de «reconstrucció de la memòria» i descobriment de «la veritat», al·ludint fonamentalment a la destinació dels desapareguts. L'estructura bàsica del règim de terrorisme d'Estat en l'Argentina va ser destruir la memòria de les activitats i la identitat mateixa dels opositors.
Les organitzacions de drets humans, i especialment les Mares de la Plaza de Mayo i les Àvies de la Plaza de Mayo van exercir des de 1977 un decisiu paper en la preservació de la memòria dels desapareguts, en el primer cas, i dels fills de desapareguts segrestats, la identitat dels quals va ser suprimida i moltes vegades criats per pares substituts còmplices de l'assassinat dels pares biològics.
Un pas fonamental en la reconstrucció de la memòria històrica en l'Argentina va ser la Comissió Nacional sobre la Desaparició de Persones CONADEP, creada en 1983 pel president Raúl Alfonsín, que va investigar profundament la manera en què es va executar la repressió clandestina per produir, en 1985, un famós informe conegut com l'Informe Mai Més, peça de prova central en el Judici a les Juntes que va condemnar als militars que van conduir la repressió i va donar a conèixer massivament els actes criminals de Terrorisme d'Estat.
En la reconstrucció de la memòria històrica va exercir un important paper la iniciativa de les Mares i Àvies de la Plaza de Mayo d'organitzar l'Equip Argentí d'Antropologia Forense (EAAF), dirigit pel nord-americà Clyde Snow, que va desenvolupar noves tècniques d'exhumació de tombes col·lectives, reconeixement de cadàvers i estudis d'ADN. Aquestes tècniques van ser després utilitzades en altres països d'Amèrica Llatina on es van donar també aquest tipus de desaparicions.
A causa d'una sèrie d'insurreccions militars entre 1986 i 1990 es van dictar una sèrie de lleis d'impunitat que van tancar les recerques sobre delictes de lesa humanitat comesos a l'Argentina entre 1976 i 1983. Això va portar al fet que les organitzacions de drets humans impulsessin els anomenats Judicis de la Veritat, que no podien condemnar als culpables però podien esbrinar que és el que realment havia succeït amb cada desaparegut. En 2003, el Congrés va anul·lar les lleis que havia tancat les recerques. Poc després es van reobrir les causes per delictes de lesa humanitat tancades en la dècada del '80. El 3 d'agost de 2006 s'havien reobert 959 causes penals en les quals 211 acusats es trobaven amb presó preventiva.
En 2010, la Comissària de Nacions Unides per als Drets Humans, Navy Pillay, va dir que Argentina és el país "amb major nombre de judicis per drets humans del món" i va elogiar la política de l'Argentina en la matèria en dir que el país "ha demostrat que conèixer la veritat és un dret sense límits, és un dret que ningú pot negar". "La posició de l'ONU sobre les aministies és claríssima: no són admissibles si eviten el judici de persones que poden ser penalment responsables de crims de guerra, genocidi, crims contra la humanitat o violacions greus de drets humans" va indicar Navy Pillay.

### Memòria, nets desapareguts i Àvies de la Plaza de Mayo
Un cas especial de memòria històrica són els nens desapareguts-segrestats, lliurats a famílies que van convalidar la sostracció d'identitat, i que en alguns casos van ser còmplices de l'assassinat dels seus pares. Existeix la certesa que la majoria d'aquests nens segueixen amb vida. Per trobar a aquests nens, un grup d'àvies i avis de detinguts-desapareguts van crear l'organització Àvies de la Plaça de Mayo, dirigida per Estela de Carlotto. Des que es va establir la democràcia en 1983, i febrer de 2010, les Àvies havien trobat a 101 d'aquests nens. Les Àvies de Plaça de Maig estimen que al voltant de 500 nens van ser segrestats i privats de la seva identitat.
La recuperació dels nets exigeix addicionalment un inèdit desafiament de reconstrucció de les memòries familiars, personals i històriques relacionades amb la veritable identitat dels nens detinguts-segrestats. Avui aquests nens ja són joves i la seva situació s'agreuja si es té en compte que les persones als qui consideraven els seus pares, en els qui naturalment confiaven, els havien negat la seva identitat i origen, i en alguns casos van ser còmplices o van conèixer als assassins dels seus pares biològics.
La coneguda banda de rock argentina, Bersuit Vergarabat, va realitzar a comanda de les Àvies de la Plaza de Mayo una cançó que reflecteix el drama d'aquests joves. La cançó es denomina Victoria Clara, sense copyright i pot ser lliurement baixada del lloc de la banda: Victoria Clara.mp3.

### Espais de Memòria

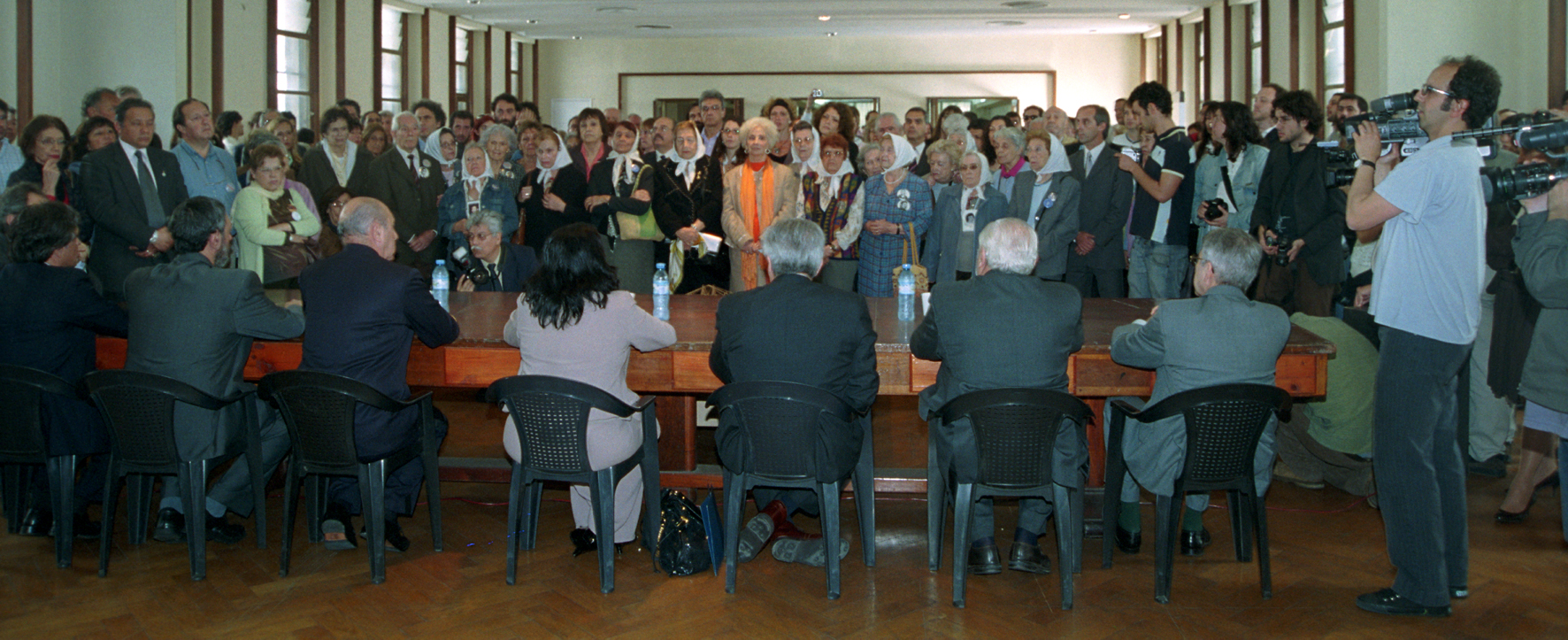
Acte de traspás de l'ESMA

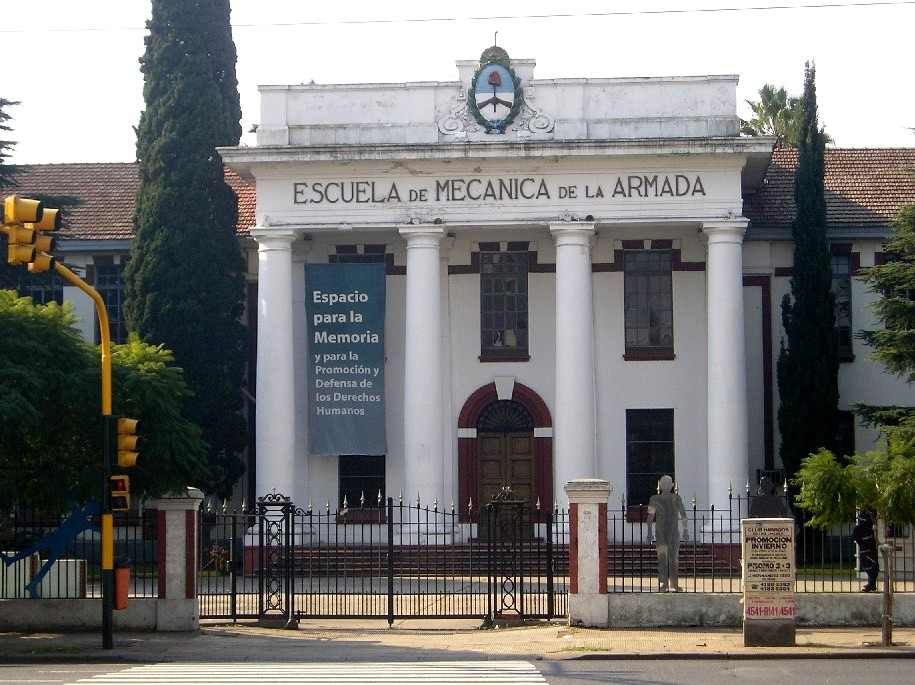
L'ESMA convertida en «espai per la memòria».

A Argentina les organitzacions de drets humans han anat exigint i obtenint que els centres clandestins de detenció, on van ser torturats i desapareguts milers d'opositors, siguin preservats com a Espais de Memòria amb la finalitat d'investigar, recuperar, preservar i difondre la memòria dels desapareguts. Probablement el més conegut, encara que no l'únic, és l'Espai de Memòria que s'ha decidit establir en la Escola de Mecànica de l'Armada.
També existeixen des de 1997 els anomenats Fòrums de la Memòria als barris del Sud de Buenos Aires, creats amb la finalitat de recrear la memòria i la identitat d'aquests barris. Es destaquen el de Parc de los Patricios, el de Pompeya i el d'Escorxadors.
A la Ciutat de Buenos Aires també s'ha decidit construir el Parc de la Memòria que inclourà el Memorial dels Desapareguts dissenyat com una rampa sobre el Riu de la Plata amb tots els seus noms.
A Colòmbia, mitjançant la Llei 1448 de 2011, més coneguda com la Llei de Víctimes, es va crear el Centre Nacional de Memòria Històrica i se li van assignar funcions a través del Decret 4803 del mateix any. També existeixen iniciatives locals, com el Centre de Memòria, Pau i Reconciliació en Bogotà i múltiples iniciatives de memòria en tot el país.

## Memòria històrica des de l'Argentina a Espanya
En resposta a una apel·lació de familiars d'espanyols morts durant el franquisme, que demanaven a la justícia argentina la recerca de crims de lesa humanitat, recorrent al principi de jurisdicció universal, la Cambra Criminal i Correccional Federal ha reobert aquesta causa.

## Memòria històrica a Espanya
El solapament entre història i memòria ha estat un debat dominant a Espanya des dels anys 2000. Va destacar una obra pionera, amb aportacions importants de diversos investigadors del CSIC.
Posteriorment, des que el govern de José Luis Rodríguez Zapatero va plantejar la Llei de Memòria Històrica, amb la pretensió de compensar l'oblit de les víctimes de la Guerra Civil i de la dictadura franquista, el debat sobre els vençuts de la guerra civil sense un enterrament digne ha ampliat les repercussions del concepte de memòria més enllà de les limitacions acadèmiques. En concret, els llocs d'enterrament no convencional, com els que més amunt s'indiquen, són les fosses comunes i les cunetes on van acabar molts afusellats en la Guerra Civil Espanyola, la localització i destinació de les quals són un dels objectes principals de debat de la memòria històrica a Espanya en els últims anys. N'és un cas particularment divulgat el de Federico García Lorca; fins i tot amb motiu del 70è aniversari (2006) s'inicià una «guerra d'esqueles». Prèviament s'havia produït una certa polèmica amb la retirada de l'estàtua eqüestre del general Franco que continuava enfront dels Nuevos Ministerios de Madrid. La destinació del Valle de los Caídos també ha estat posat en qüestió.
Arran de l'aplicació del concepte de memòria històrica, convertit en un instrument de mobilització intel·lectual i social per Emilio Silva i l'Associació per a la Recuperació de la Memòria Històrica s'ha suscitat un debat historiogràfic molt viu sobre l'oportunitat del propi concepte de memòria històrica, que és rebutjat per alguns.
| « | «Memòria històrica» ni és memòria ni és història. El que es diu «memòria històrica» o «col·lectiva» no és tal cosa, sinó una versió, o versions, creades per publicistes, patriotes, activistes polítics, periodistes o fins a per alguns historiadors interessats. Es tracta essencialment de mites o llegendes creats sobre el passat. Poden tenir alguna dosi veritablement empírica, o cap. La memòria és individual i subjectiva, mai és «històrica» o «col·lectiva» com a tal. La història, en canvi, no es basa en memòries individuals subjectives, sinó en la recerca intel·lectual de les dades empíriques que sobreviuen del passat. Hi ha alguns estudiosos i investigadors que estan excavant fosses i duent a terme recerques serioses. Això és sempre important, i quan és recerca seriosa ha de ser aplaudida. Però això és totalment diferent de voler imposar una versió esbiaixada i partidista, que rebutja els resultats de la recerca. «Revisionisme» és una paraula molt mal emprada, actualment a Espanya, per descriure els qui dissenteixen de la correcció política. La veritat és que una «revisió» és la funció de la major part de la recerca seriosa. Si no es volen descobrir dades noves que poden enriquir i «revisar» el nostre enteniment, per què investigar? Però la versió merament polititzada de la promoció de la «memòria històrica» no vol revisar sinó repetir i imposar una versió. El moviment polític senzillament no té interès en la història, i així no es tracta de la seva revisió sinó de la seva politització o anul·lació. | » |
| — | |   |

| « | I què és memòria històrica en un país dividit a mort per una guerra, en la qual germans —de sang, res de metàfores— van prendre partit contra germans? Quan un país s'escindeix, la memòria compartida només pot construir-se sobre la decisió de tirar a l'oblit el passat: aquest és el sentit de l'amnistia general, com Indalecio Prieto i José María Gil-Robles ho van comprendre ja des dels primers anys de la postguerra. | » |
| — | |   |

Des d'una altra perspectiva, el forense Francisco Etxeberria, que ha exhumat a més de 500 afusellats de la Guerra Civil, reflexiona el següent:
| « | No pot ser que encara hi hagi persones a Espanya que quan parlin de la Guerra Civil i de la repressió ho facin amb por. A aquesta gent cal dir-li que allò va ser injust, que els comprenem i que els recolzem. No pot seguir existint por. | » |
| — | |   |

El 18 de juliol de 2007, diverses associacions de familiars de desapareguts a partir del denominat Alçament Nacional, van presentar denúncies penals per crims contra la humanitat a l'Audiència Nacional. Poc més d'un any més tard, el titular del jutjat nombre 5 d'instrucció d'aquesta seu, Baltasar Garzón, va enviar a diverses institucions estatals i de l'Església catòlica una providència on requeria informació sobre aquest tema. Uns dies més tard, va ampliar aquesta providència amb una nova on es demanava informació no ja només sobre desapareguts del denominat bàndol republicà, sinó també del bàndol revoltat; i s'insistia a l'Església catòlica per demanar la seva col·laboració en les perquisicions. S'ha argumentat, des del punt de vista jurídic, que aquestes providències emmalalteixen de defectes; i el propi Jutge Garzón, després d'iniciar (novembre de 2008) actuacions per crims contra la humanitat i reclamar la partida de defunció dels seus presumptes responsables (inclosa la de Franco) es va declarar a si mateix incompetent i va remetre les possibles actuacions posteriors a jutjats locals. Poc abans, la fiscalia havia demanat la nul·litat del procés.

### Els Papers de Salamanca
A més de tot això, el punt àlgid de la confrontació va arribar en la legislatura 2004–2008, quan es reactiva el procés de devolució dels anomenats «papers de Salamanca», com a resultat d'una reclamació plantejada des de molt temps enrere per institucions i entitats des de Catalunya. L'objecte d'aquesta reclamació és la documentació requisada per l'exèrcit després de l'ocupació de Catalunya (desembre del 1938 - gener del 1939), i dipositada en un Servei centralitzat a Salamanca amb finalitats repressives. Allí es processava durant la Guerra civil documentació que pogués proporcionar informació sobre persones i grups objecte de persecució. Alguns d'aquells materials van servir per a la Causa General contra la Maçoneria i el Comunisme, procés judicial amb el qual es va justificar l'anomenat Alçament Nacional per tal d'acusar i condemnar tots els vinculats amb el bàndol republicà per tota mena de crims, incloent (paradoxalment) el de rebel·lió militar. També es preveia el seu ús propagandístic, del qual és exemple la reconstrucció física de l'espai i la parafernàlia simbòlica d'una lògia maçònica, instal·lada a l'edifici de l'antic Col·legi de San Ambrosio, que va ser seu d'aquell Servei des de la Guerra Civil i que el 2007 encara albergava l'Arxiu.
Acabada la Guerra Civil aquell Servei va romandre a Salamanca i va continuar proporcionant informes sobre antecedents de persones fins a diverses dècades més tard. Perduda la seva funció repressiva, va passar a constituir un arxiu històric, que va acabar adquirint la denominació d'Arxiu General de la Guerra Civil Espanyola.
La ciutat de Salamanca, i en concret el seu ajuntament, són un dels llocs on el debat sobre la memòria històrica es mostra amb més vigor: els últims dies de desembre del 2006 es continuaven debatent suports o rebuigs de la corporació municipal, amb textos presentats pels regidors del Partit Popular i del PSOE, a la possible devolució de papers de l'Arxiu (en aquest cas al País Basc) i a la rehabilitació pòstuma de Miguel de Unamuno com a regidor, càrrec del qual va ser desposseït a conseqüència del seu famós enfrontament amb el general Millán Astray el 12 d'octubre del 1936, al començament de la Guerra Civil Espanyola.

### La memòria del franquisme

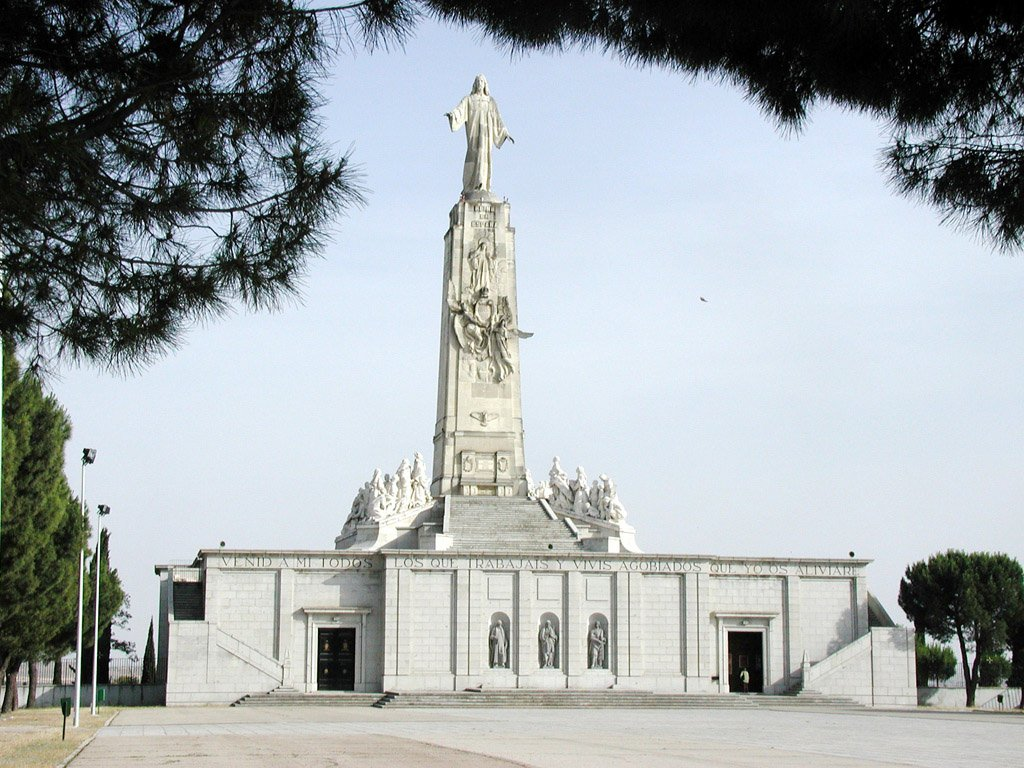
Monument al Sagrat Cor de Jesús al Cerro de los Ángeles, Getafe, Espanya.

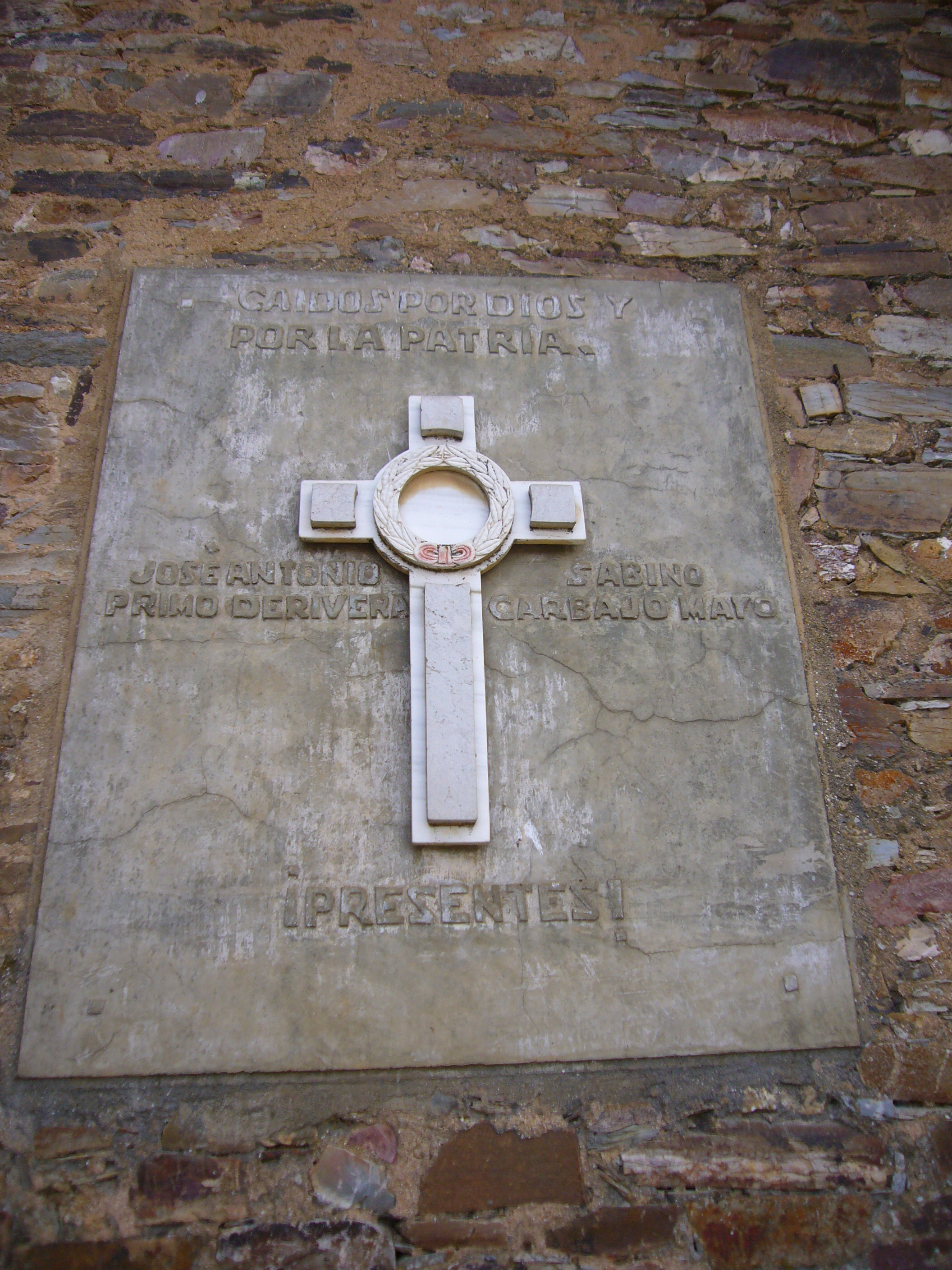
Emmurallat exterior de l'església de Ferreruela a Zamora, que encara posseeix la placa en homenatge als "Caídos por Dios y por la Patria".

Els elements simbòlics de la memòria del bàndol vencedor van presidir Espanya des de 1939, i en bona part continuen existint: les plaques de «Caídos por Dios y por España», que es van col·locar en tots els pobles, la major part a l'exterior de les esglésies —consistents en una llista de noms dels morts d'aquell poble pertanyents al bàndol revoltat, tancada pel marcial crit de «Presents!»—; el ja citat Valle de los Caídos, on es va enterrar José Antonio Primo de Rivera —l' Absent— després d'un trasllat a coll des d'Alacant a El Escorial —símbol de la memòria de la monarquia catòlica—; l'Alcàsser de Toledo, el setge i alliberament del qual van ser hàbilment utilitzats per Franco per assegurar el seu predomini entre les seves pròpies files, i que va donar nom al principal periòdic «ultra» —El Alcázar—; el Monument al Sagrat Cor de Jesús en el Turó dels Àngels, centre geogràfic d'Espanya, que li està consagrada, i que va ser profanat per les tropes republicanes amb una pantomima d'afusellament i que posteriorment va ser dinamitat, per ser convenientment desagreujat després de La Victòria amb la seva reconstrucció, que va començar el 1944 i va concloure el 1965; finalment, després de la mort de Franco, van ser les commemoracions del 20 de novembre (20-N), amb manifestacions a la plaza de Oriente, massives els anys 70.
La Fundación Francisco Franco (fundació privada, però sostinguda amb fons públics, presidida per Carmen Franco y Polo, filla del dictador) continua conservant el control sobre l'arxiu personal del Generalísimo, i el gestiona d'una forma discutida per nombrosos historiadors.
Els últims anys han proliferat estudis històrics que intenten recuperar la memòria del que va esdevenir durant la Guerra Civil i el franquisme. Exemples en serien les obres de Francisco Espinosa Maestre, Santos Julià, Martín Rubio, Richard Baker, García Márquez, Antonio Oriola o Moga Romero, entre d'altres.per fi.

## Memòria històrica a Europa
Alguns autors i institucions van designar Memòries i llocs de Memòria d'Europa, entre les quals es troben els camps d'extermini de l'Holocaust. Per al filòsof Reyes Mate el complex de camps de concentració i camps d'extermini denominat Auschwitz marca una fita en la història humana que obliga a replantejar el pensament i l'acció sense l'oblit de les víctimes, necessitades de presència i redempció, de memòria, però d'una memòria moral, i que habitualment han estat preterides i esborrades en la història.
El gener del 2005 l'Assemblea General de l'ONU va declarar el dia 27 de gener com a Dia Internacional de la Memòria de la Víctimes de l'Holocaust, la mateixa data en què es va alliberar el 1945 Auschwitz, el camp de concentració nazi més gran. L'ONU realitzà un memorial de l'holocaust dedicat cada any a un tema diferent. El 2012 van ser els nens víctimes de l'Holocaust.

## Memòria històrica a Colòmbia
Després de la Llei 975 de 2005 (Llei de Justícia i Pau) el govern nacional de Colòmbia crea la Comissió Nacional de Reparació i Reconciliació (CNRR), la qual inclou dins del dret de reparació la preservació de la memòria històrica:
| «                           | S'entén per reparació simbòlica tota prestació realitzada a favor de les víctimes o de la comunitat en general que tendeixi a assegurar la preservació de la memòria històrica, la no repetició dels fets amb víctimes, l'acceptació pública dels fets, el perdó públic i el restabliment de la dignitat de les víctimes. | » |
| — Art. 8, Llei 975 de 2005. | |   |

La CNRR va crear per a aquest efecte el Grupo de Memoria Histórica, dirigit per l'historiador Gonzalo Sánchez Gómez, el qual s'enfoca a les víctimes del paramilitarisme a Colòmbia i busca identificar “les raons per al sorgiment i l'evolució dels grups armats il·legals”, la qual cosa inclou les guerrilles, especialment les Forces Armades Revolucionàries de Colòmbia FARC i l'Exèrcit d'Alliberament Nacional ELN; així com les diferents veritats i memòries de la violència, amb un enfocament diferenciat i una opció preferencial per a les veus de les víctimes que han estat suprimides o silenciades.
Fins al moment, el Grup de Memòria Històrica de la CNRR ha presentat els següents informes:
- La masacre de Bahía Portete: Mujeres Wayuu en la mira
- Bojayá: La guerra sin límites
- La Rochela: Memorias de un crimen contra la justicia